# Wenecja
Wenecja (wł. Venezia [veˈnɛtʦja], łac. Venetia, wenecki Venéssia lub Venéxia, niem. Venedig) – miasto i gmina na północy Włoch nad Morzem Adriatyckim, stolica regionu Wenecja Euganejska.
Ludność Wenecji w granicach administracyjnych wynosi około 255 tys. osób, z czego większość mieszka na lądzie stałym, a historyczne centrum zamieszkuje niecałe 50 tys. osób. Przez ponad tysiąc lat (726–1797) miasto było stolicą niezależnej Republiki Weneckiej, która była jedną z morskich i handlowych potęg Morza Śródziemnego. Z okresu największego rozkwitu Republiki (XIII-XVI wiek) pochodzą liczne zabytki miasta, których bogactwo i forma decyduje o pierwszorzędnym znaczeniu Wenecji jako ośrodka turystyki nie tylko w skali Włoch, ale też w skali ogólnoświatowej. Zabytki te, tworząc unikatowy zespół urbanistyczny miasta wysp, kanałów i mostów, stały za decyzją o uznaniu Wenecji za jedną z najcenniejszych pozycji na liście światowego dziedzictwa ludzkości.
Od czerwca 2015 roku burmistrzem Wenecji jest Luigi Brugnaro. We wrześniu 2020 roku wybrany na drugą kadencję.

## Historia Republiki Weneckiej

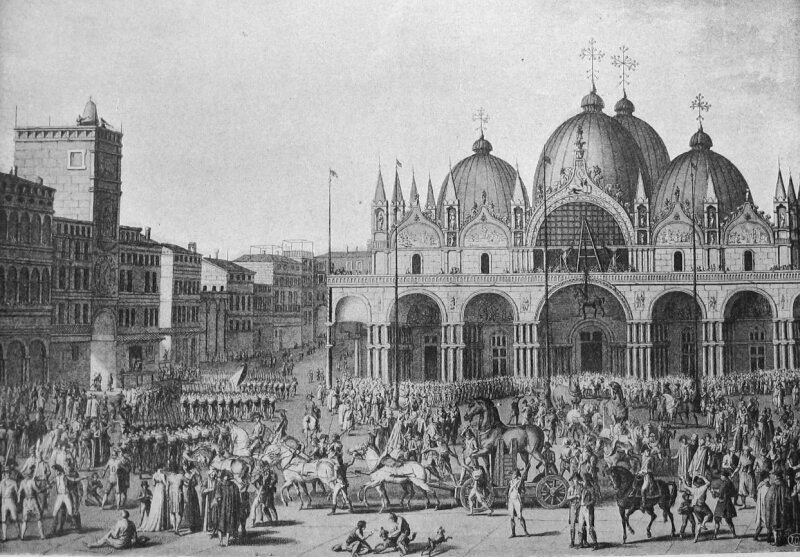
Wejście Francuzów do Wenecji (6 maja 1797)

Miasto na wyspach zostało założone w 452 roku przez uciekinierów przed barbarzyńskim plemieniem Hunów. Choć później znalazło się w strefie wpływów Bizancjum, zdołało uzyskać niezależność. Wenecja była państwem-miastem na wzór greckich polis, jej ustrojem była republika. Głową państwa był doża Wenecji (doge – książę), teoretycznie nieusuwalny, wybierany w wyborach przez miejską arystokrację, sprawujący funkcję dożywotnio, jednak w praktyce często zmuszany do ustąpienia.
Zainteresowania polityczne Republiki Weneckiej koncentrowały się wokół wschodniej części Morza Śródziemnego. Wenecja kontrolowała wybrzeża Adriatyku, Wyspy Egejskie, Kretę, Cypr, Korfu i inne wyspy.
Państwo było wielonarodowościowe: Włosi, Grecy, Słowianie (Schiavoni), wielokulturowe i wieloreligijne. Bliskość Rzymu wymuszała posłuszeństwo wobec papieży, ale w Wenecji panowała wolność religijna. Szczyt konfliktu z papiestwem przypadł na pontyfikat Juliusza II: 27 kwietnia 1509 roku Juliusz II zorganizował przeciwko Wenecji Ligę w Cambrai.
Wenecja walczyła głównie przeciw muzułmańskim Turkom, prowadząc handel ze Wschodem. W XIII wieku Marco Polo dotarł do Chin. Wenecja zazdrośnie strzegła swojego monopolu na handel jedwabiem i przyprawami. Jednak w XV wieku Vasco da Gama dotarł do Indii, otwierając nową, dłuższą, ale i bezpieczniejszą drogę do tego półwyspu. W 1508 roku Portugalczycy rozpoczęli walkę z arabskimi kupcami, chcąc wyprzeć ich z Indii. Wenecja wsparła kalifa Aleksandrii w budowie floty; ta jednak została pokonana w bitwie morskiej niedaleko Diu (wojskami portugalskimi dowodził Alfonso de Albuquerque). Znaczenie Wenecji zaczęło słabnąć, choć do końca pozostała miastem łączącym Wschód z Zachodem, miastem sztuki i architektury.
W 1797 roku Wenecja została zdobyta przez Napoleona. Po pokoju w Campo Formio Wenecja została włączona do Austrii.
Była najdłużej istniejącą republiką w dziejach.
Podczas Wiosny Ludów 17 marca 1848 r. proklamowano na krótko niepodległość.
W 1866 r. Wenecja została włączona do nowo powstałego Królestwa Włoch.

## Miasto
Wenecja to miasto położone na licznych bagnistych wyspach na Morzu Adriatyckim. Wokół Wenecji znajduje się Laguna Wenecka wpisana na listę światowego dziedzictwa UNESCO. Z tego względu jest to miasto kanałów – w większości transport odbywa się drogą wodną lub pieszo. Ruch samochodowy możliwy jest tylko na obrzeżach Wenecji. Najpopularniejszym środkiem lokomocji jest vaporetto (tramwaj wodny). W XIX wieku wyspę połączono ze stałym lądem linią kolejową i drogą szybkiego ruchu.
Patronem miasta jest święty Marek. W bazylice jego imienia złożone są jego relikwie.
Światową popularność zyskał karnawał wenecki. Istotnym elementem ubioru bawiących się są maski. W Wenecji odbywa się ważny festiwal filmowy i biennale sztuki współczesnej.
Wenecja jest okresowo podtapiana wodami Morza Adriatyckiego (zob. acqua alta). Kończy się budowa systemu śluz mającego chronić miasto i inne wyspy laguny przed zalewaniem (MOSE Project). Jednocześnie samo miasto systematycznie się obniża. Według danych z początku lat 70. XX w. tempo obniżania wynosiło na początku wieku ok. 1 mm na rok i wzrosło do 5,5 mm w latach 60. i do 7 mm w roku 1970. Od początku dwudziestego stulecia do roku 1970 bazylika Św. Marka obniżyła się o 18 cm, a domy wzdłuż Canal Grande o 21 cm. Winą za tę sytuację obarczono w znacznej mierze wielkie zakłady (w tym chemiczne) w Mestre (w dzielnicy Marghera), które osuszając części laguny i pobierając znaczne ilości wód głębinowych do celów technologicznych, zaburzają statykę podłoża w tym rejonie.
Historyczna część Wenecji pełni głównie funkcje turystyczne. Jeszcze na początku lat 50. XX w. mieszkało w niej około 175 tys. osób. Od tego czasu liczba ludności tej części miasta sukcesywnie spada. W 2022 po raz pierwszy w nowoczesnej historii wyniosła mniej niż 50 tys. stałych mieszkańców.

### Podział administracyjny
Od 2005 roku Wenecja podzielona jest na sześć dzielnic:
- dzielnice położone na wyspach:
  - Municipalità Venezia – Murano – Burano (Venezia Insulare)
  - Municipalità Lido – Pellestrina (Venezia Litorale)
- dzielnice położone na stałym lądzie:
  - Municipalità Favaro Veneto
  - Municipalità Mestre – Carpenedo (Mestre Centro)
  - Municipalità Chirignago – Zelarino (Mestre Ovest)
  - Municipalità Marghera

Większość mieszkańców zamieszkuje dzielnice położone na stałym lądzie.

## Klimat
| Miesiąc                                                           | Sty  | Lut  | Mar  | Kwi  | Maj  | Cze  | Lip  | Sie  | Wrz  | Paź  | Lis  | Gru  | Roczna |
| ----------------------------------------------------------------- | ---- | ---- | ---- | ---- | ---- | ---- | ---- | ---- | ---- | ---- | ---- | ---- | ------ |
| Średnie temperatury w dzień [°C]                                  | 7.7  | 9.5  | 13.1 | 17.7 | 22.2 | 26.5 | 29.1 | 28.6 | 24.4 | 19.2 | 13.8 | 8.9  | 18,7   |
| Średnie dobowe temperatury [°C]                                   | 3.7  | 5.1  | 8.7  | 13.4 | 18.0 | 22.3 | 24.5 | 23.8 | 19.6 | 14.8 | 9.8  | 4.8  | 14,4   |
| Średnie temperatury w nocy [°C]                                   | 0.3  | 1.1  | 4.4  | 8.9  | 13.6 | 17.8 | 19.6 | 18.8 | 14.8 | 10.7 | 6.1  | 1.3  | 10,1   |
| Opady [mm]                                                        | 66.2 | 62.4 | 66.5 | 63.4 | 92.1 | 91.7 | 61.5 | 77.8 | 80.8 | 83.3 | 77.5 | 47.7 | 871    |
| Średnia liczba dni z opadami                                      | 8.9  | 6.1  | 8.5  | 10.0 | 10.2 | 8.2  | 7.5  | 9.7  | 8.4  | 12.1 | 12.3 | 8.7  | 111    |
| Wilgotność [%]                                                    | 79   | 76   | 74   | 74   | 73   | 73   | 72   | 72   | 75   | 77   | 79   | 80   | 78     |
| Średnie usłonecznienie [h]                                        | 81   | 106  | 143  | 174  | 229  | 243  | 288  | 257  | 198  | 152  | 87   | 76   | 2036   |
| Źródło: Climatebase.ru (liczba dni z opadami dla wartości 0,1 mm) |      |      |      |      |      |      |      |      |      |      |      |      |        |

| Sty | Lut | Mar | Kwi  | Maj  | Cze  | Lip  | Sie  | Wrz  | Paź  | Lis  | Gru  | Rok  |
| --- | --- | --- | ---- | ---- | ---- | ---- | ---- | ---- | ---- | ---- | ---- | ---- |
| 9,9 | 8,7 | 9,9 | 13,4 | 18,6 | 23,4 | 25,4 | 25,4 | 23,6 | 19,3 | 16,0 | 13,2 | 17,2 |

## Ośrodek turystyczny
Wenecja jest znanym na całym świecie ośrodkiem turystycznym i kulturalnym. Ze względu na swoją architekturę oraz nietypowe położenie znajduje się na Liście światowego dziedzictwa UNESCO. Bywa określana najpopularniejszym ośrodkiem turystycznym Włoch. Turystyka stanowi podstawę gospodarki miasta i jest głównym źródłem zatrudnienia i dochodów mieszkańców miasta. Np. bardzo stary i szanowany zawód gondoliera, który był dawniej podstawą transportu miejskiego, w czasach współczesnych służy głównie klienteli turystycznej.

## Zabytki
- Bazylika św. Marka
- Plac św. Marka (Piazza San Marco)
- Piazzetta di San Marco
- pałac Dożów (Palazzo Ducale)
- most Westchnień (Ponte dei Sospiri)
- wieża zegarowa (Torre dell’Orologio)
- Prokuracja (Procuratie Vecchie i Procuratie Nuove)
- most Rialto
- Kanał Grande (Canale Grande)
- Santa Maria della Salute
- Santa Maria Gloriosa dei Frari
- Bazylika Santi Giovanni e Paolo
- Kościół San Giorgio Maggiore
- kościół San Francesco di Paola
- kościół San Gallo
- kościół San Giovanni Novo
- kościół San Nicolò del Lido
- kościół Sant’Alvise
- kościół Santa Croce degli Armeni
- kościół Santa Maria Mater Domini
- kościół Santa Maria dei Miracoli
- kościół Santa Maria del Giglio
- Dzwonnica św. Marka w Wenecji
- Palazzo Venier dei Leoni
- Ca’ d’Oro
- Ca’ Rezzonico
- Ca’ Pesaro
- Palazzo Grassi
- Synagoga Hiszpańska
- Włoska Synagoga (Scuola Italiana)
- Teatro La Fenice

## Muzyka w weneckich kościołach

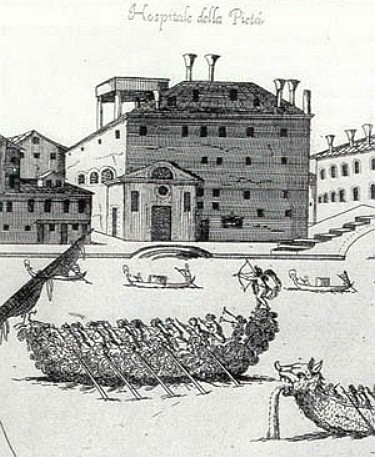
Ospedale della Pietà, w którym w latach 1703–1740 dziewczęcą orkiestrą i chórem kierował Vivaldi

Przez kilka stuleci Wenecja stanowiła jeden z głównych ośrodków kultury muzycznej w Europie. Dla Wenecjan wspaniałość sztuki stanowiła symbol potęgi miasta.
W bazylice św. Marka rozwinął się efektowny styl muzyki na kilka chórów (zob. szkoła wenecka). Na potrzeby uroczystych nabożeństw powstawały coraz to nowe msze, kantaty i oratoria. W latach 1613–1667 „maestro di capella” w bazylice św. Marka był najwybitniejszy ówczesny kompozytor Claudio Monteverdi. Europejską sławą cieszyli się także organiści angażowani w bazylice; to właśnie oni, w Wenecji, rozwinęli wirtuozowską muzykę na instrumentach klawiszowych.
Rozkwit muzyki w Wenecji związany był z instytucjami zwanymi konserwatoriami. Były to sierocińce organizowane przy kościołach, w których chłopców i dziewczęta kształcono w rozmaitych zawodach muzycznych. Jeden z najsławniejszych zatrudniał Antonia Vivaldiego.

## Operowa stolica Europy

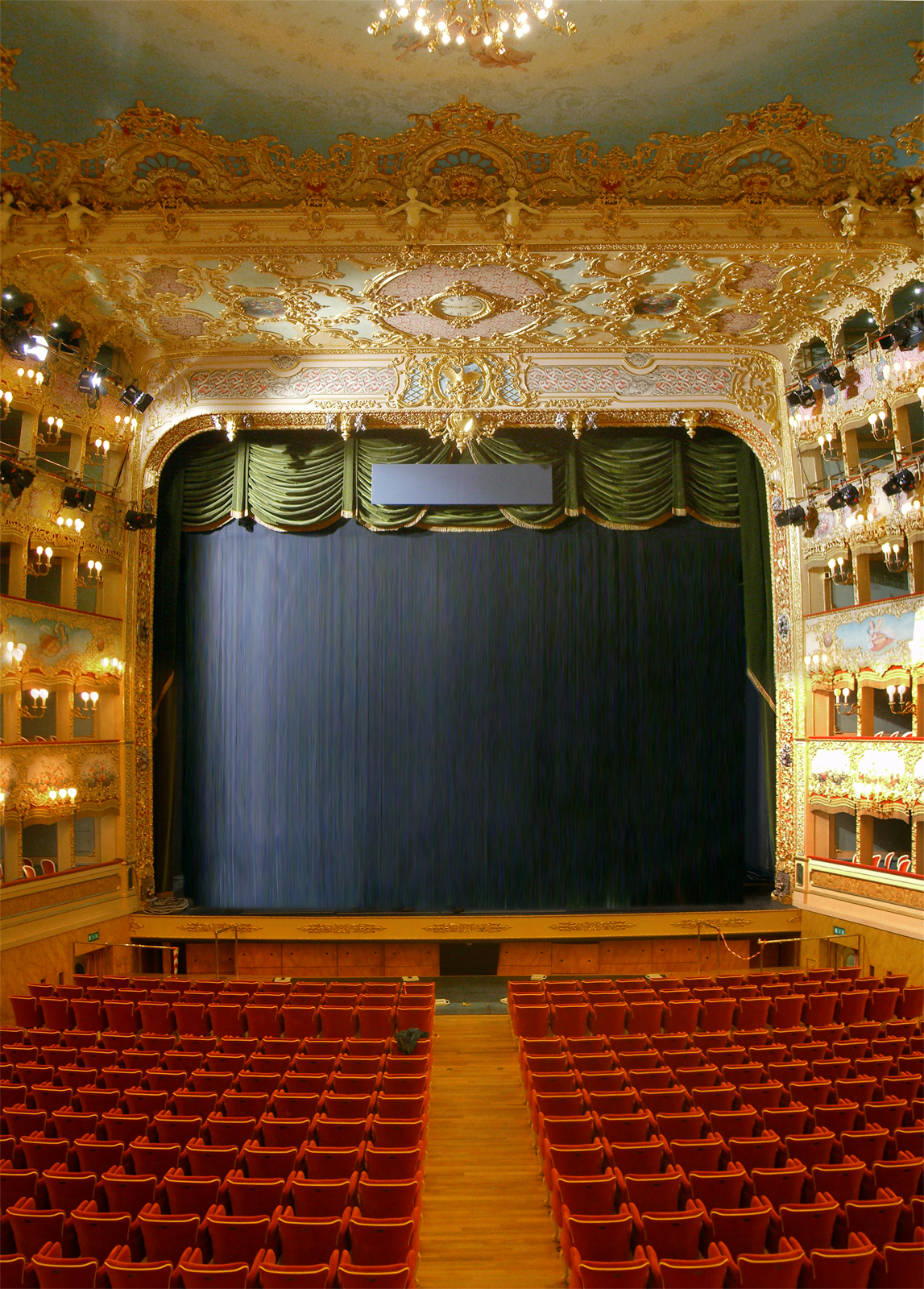
Teatro La Fenice – najsłynniejszy wenecki teatr operowy

W XVII wieku Wenecja uważana była za europejską „stolicę opery”.
To właśnie w Wenecji narodziła się i rozkwitła opera jako rozrywka dostępna dla publiczności. W 1637 roku otwarto teatr (Teatro Cassiano) dostępny dla każdego, kto zapłacił za wstęp. Na przedstawienia nowych oper z udziałem najznakomitszych ówczesnych śpiewaków zjeżdżali się w karnawale entuzjaści tej sztuki z całej Europy. Była to atrakcja tak wielka, że u schyłku XVII wieku w Wenecji działało 16 teatrów operowych. Inscenizacje bywały bardzo spektakularne, co umożliwiało finansowe wspieranie teatrów przez najbogatszych wenecjan. Obliczono, że do końca XVII wieku wystawiono tu około 360 dzieł, najczęściej komponowanych specjalnie dla weneckich oper.
Pod koniec XVIII wieku Wenecja utraciła na znaczeniu, ale nadal uważana była za jedno z trzech włoskich miast (obok Neapolu i Mediolanu) najważniejsze dla opery. Wystawiano tu dzieła najwybitniejszych kompozytorów. Tutaj premiery miały opery m.in. Giuseppe Verdiego.
W XX wieku właśnie w Wenecji wystawiono jedyną operę Igora Strawinskiego „Żywot rozpustnika”.

## Współpraca
Miejscowości partnerskie:
- Brugia, Belgia (do 1971 r.)
- Dubrownik, Chorwacja (2012)
- Erywań, Armenia (2011)
- Locarno, Szwajcaria
- Petersburg, Rosja (2012)
- Sarajewo, Bośnia i Hercegowina (1994)
- Stambuł, Turcja (2007)
- Suzhou, Chiny (1980)
- Tallinn, Estonia (1980)

Miejscowości, z którymi podpisano umowę o współpracy:
- Miami, Stany Zjednoczone (2020)
- Norymberga, Niemcy (1999)
- Qingdao, Chiny (2001)
- Saloniki, Grecja (2003)

Ponadto miasto od 2001 r. współpracuje z Ministerstwem Spraw Zagranicznych Włoch, a od 2000 roku z KEDKE w ramach wdrażania projektów z dziedziny turystyki, ze szczególnym uwzględnieniem konserwacji i ochrony dziedzictwa artystycznego i architektonicznego.

## Zobacz też

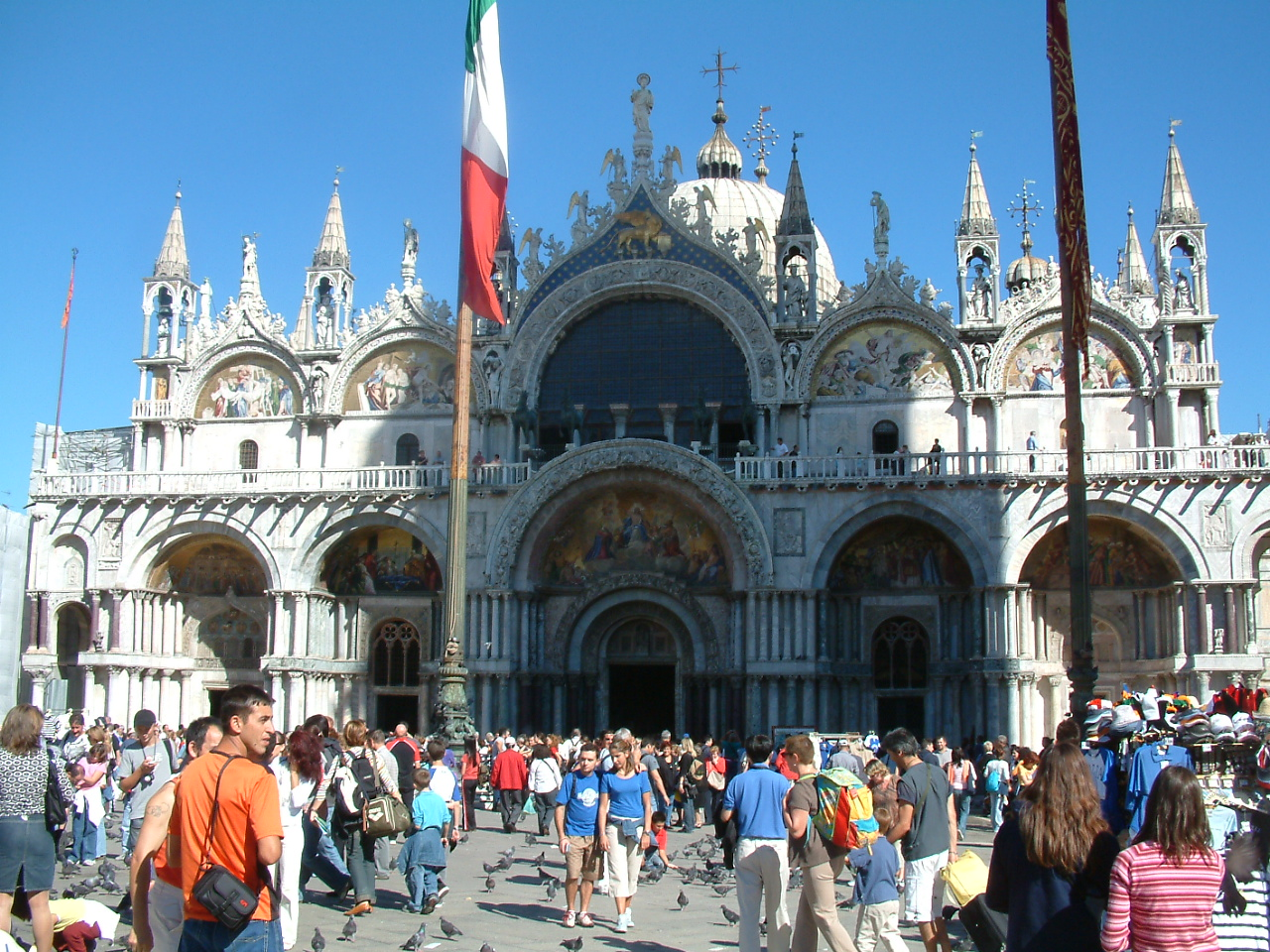
Bazylika św. Marka na placu św. Marka
Kampanila i Pałac Dożów
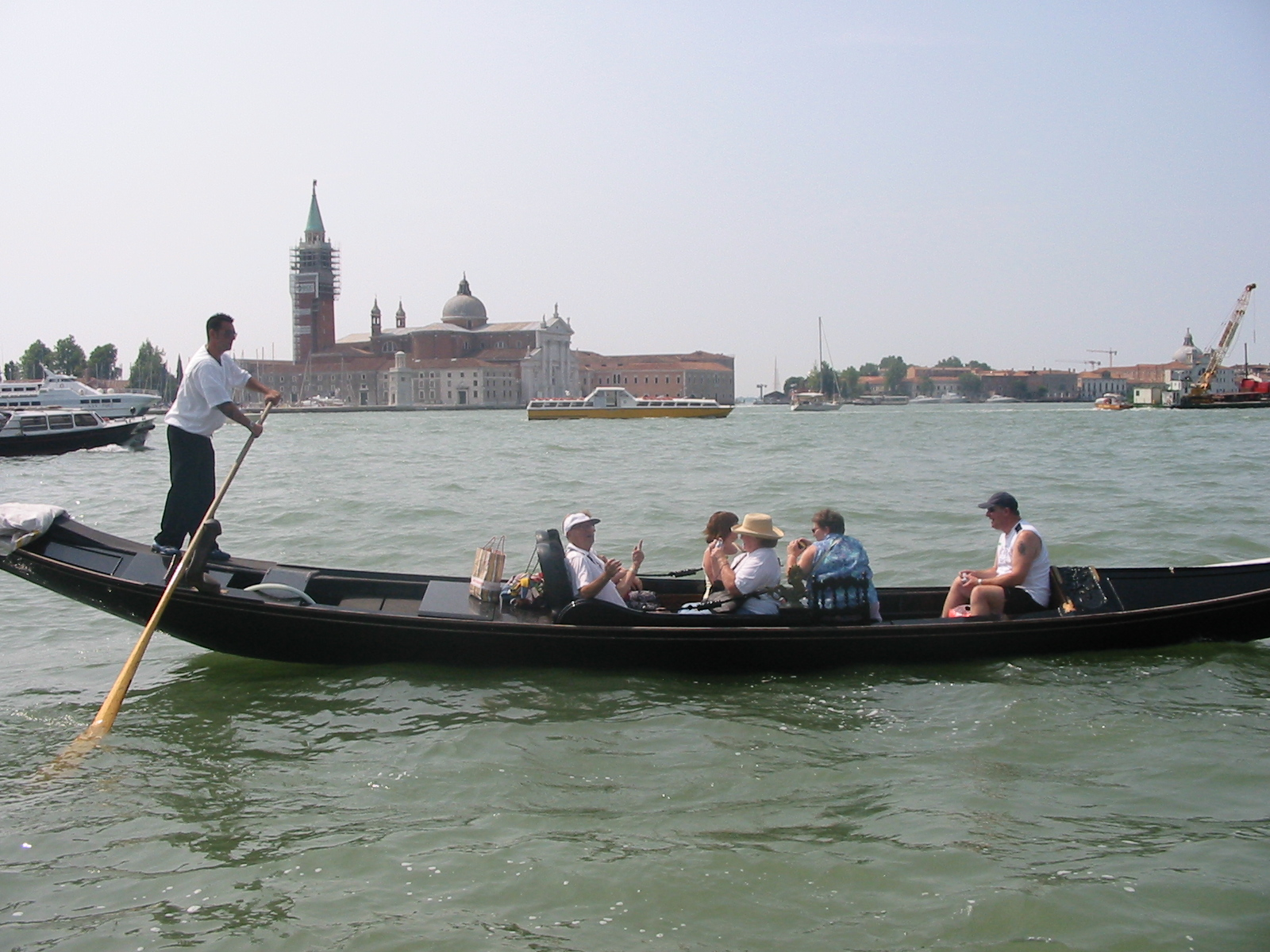
Gondola w Wenecji
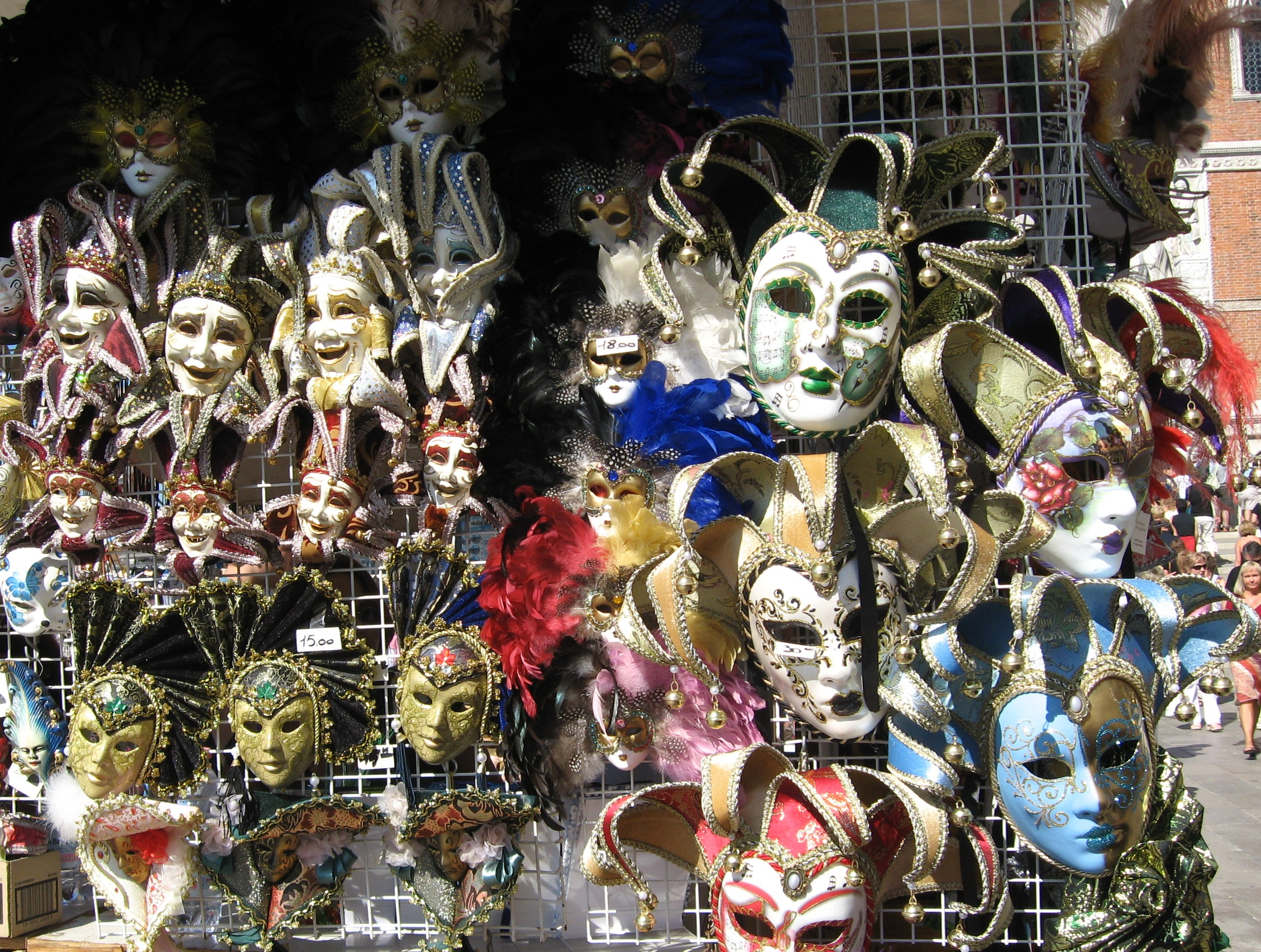
Maski weneckie
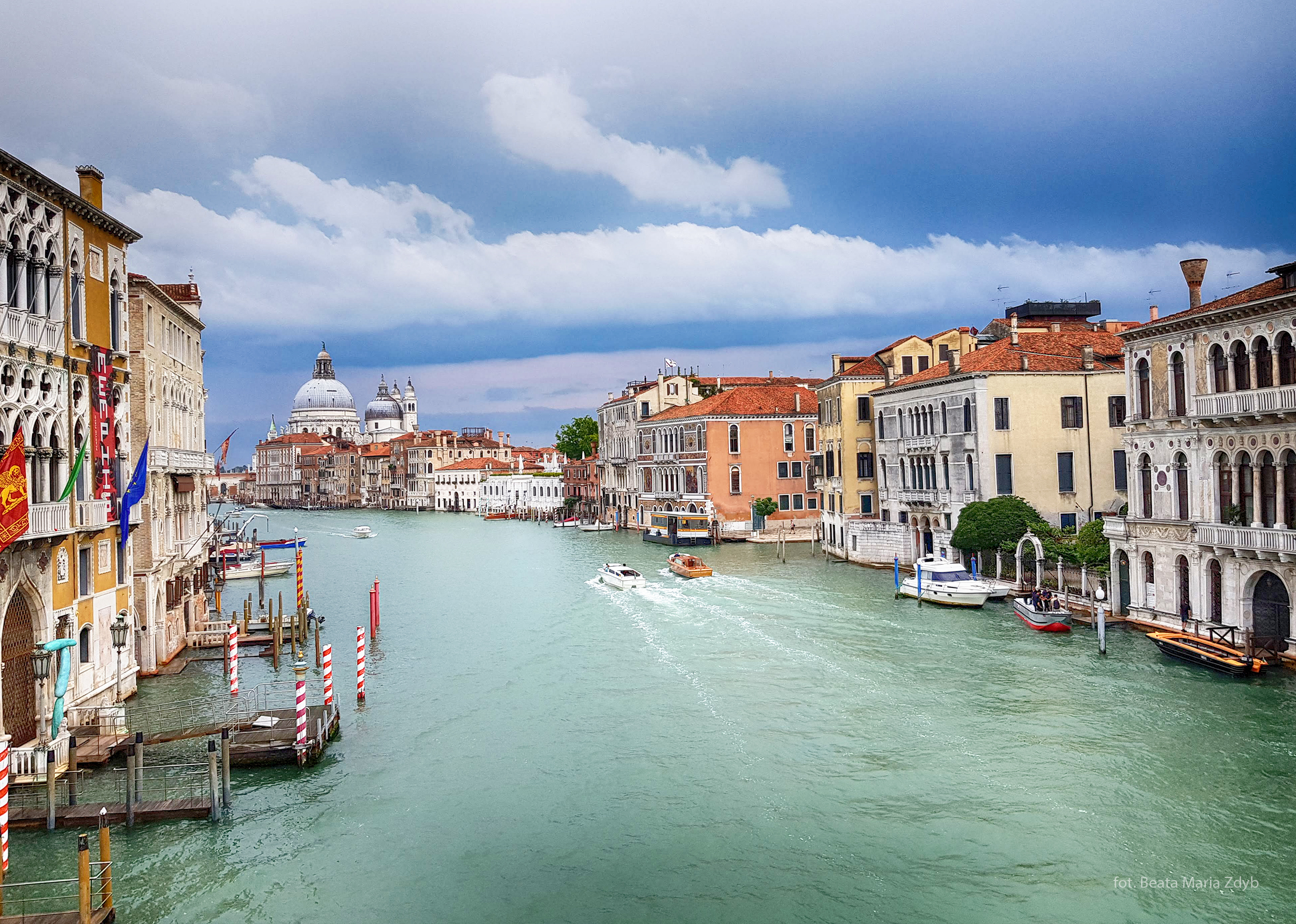
Canal Grande
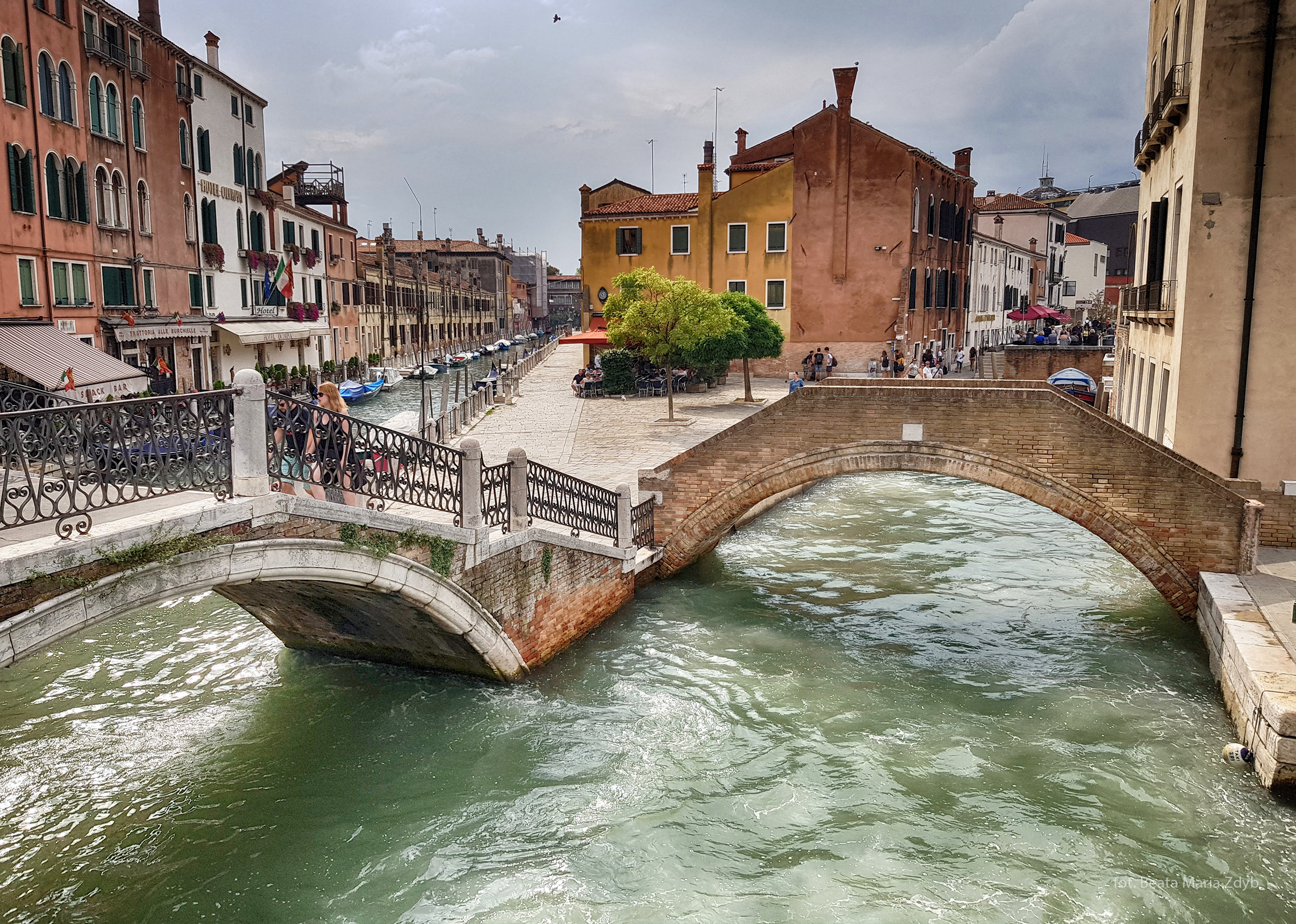
Skrzyżowanie
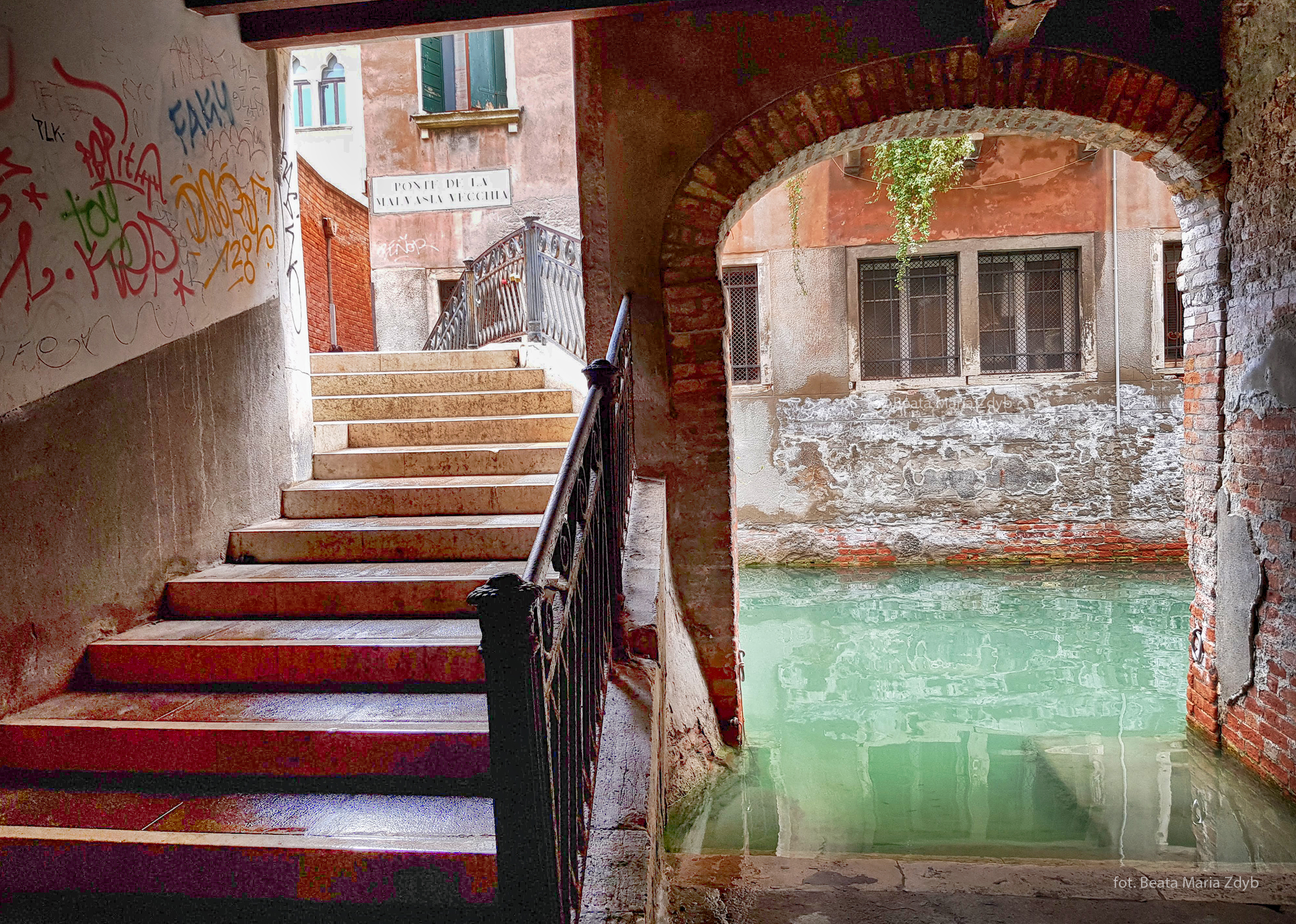
Na starym mieście
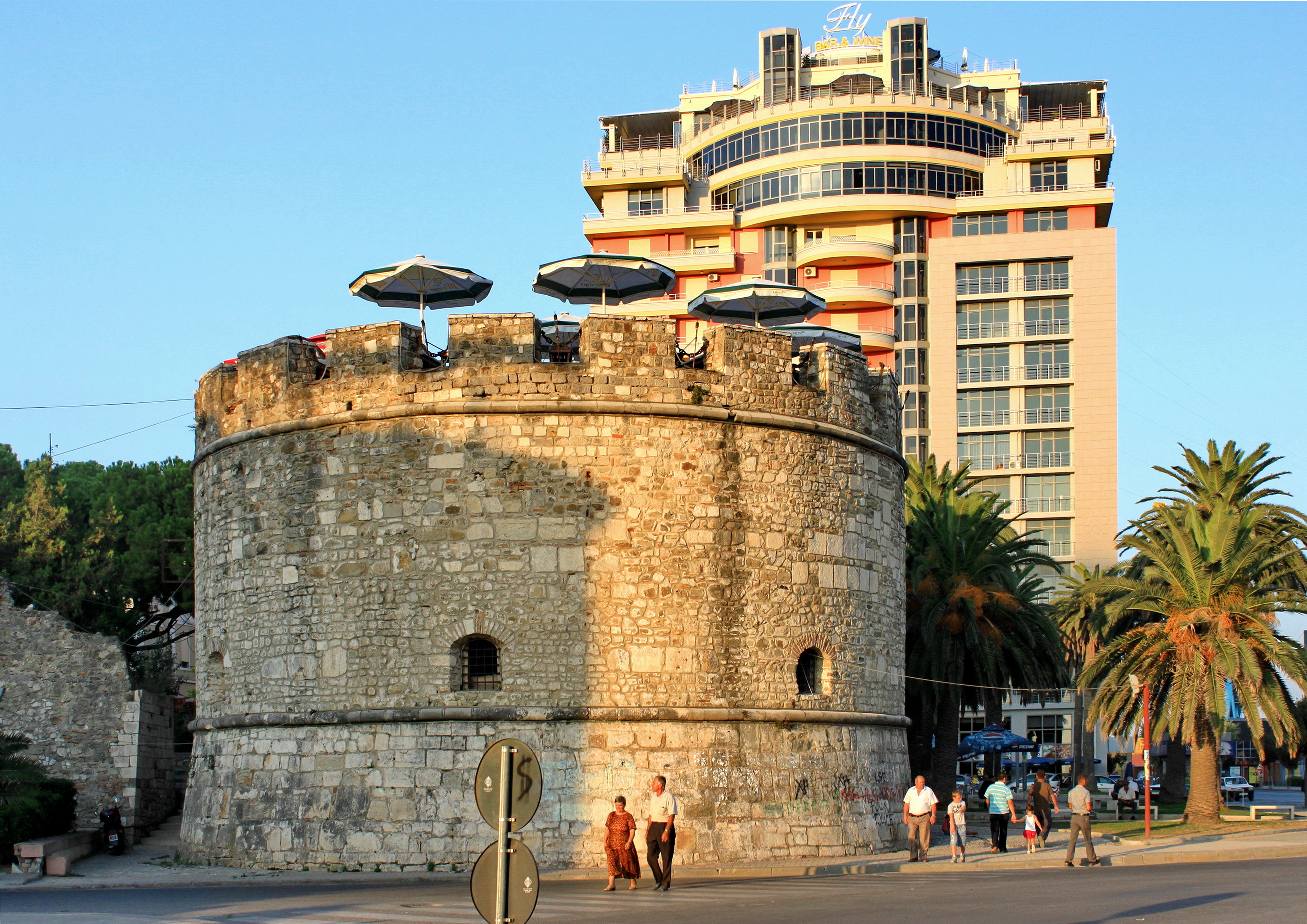
Wieża Wenecka